# Антоній Завадський
 Антоній Завадський ЧСВВ (лат. Antonius Zawadzkyj; ? — 15 березня 1737, Холм) — церковний діяч, священник-василіянин, історик ЧСВВ, протоархимандрит Василіянського Чину Конґреґації Пресвятої Тройці в 1719–1723 і 1724–1726 роках.

## Життєпис
Походив з Підгір'я з православної родини. Після вступу до Василіянського Чину (1689), навчався у Папській колегії у Вільні, де 23 листопада 1691 року здобув бакалаврат, а 3 липня 1693 року став магістром філософії. У Чині займав різні посади. Був вікарієм Битенського монастиря, потім настоятелем у Вітебську. У 1709 році на капітулі в Білій був обраний на пожиттєвого консультора Чину. У 1717 році став секретарем протоархимандрита Максиміана Вітринського. На нараді в Холмі 6 червня 1719 року протоархимандрита Вітринського було позбавлено уряду, а Завадський, як генеральний вікарій перебрав керівництво Чином. На генеральній капітулі в Новогрудку 19–23 вересня 1719 року о. Антоній Завадський був обраний протоархимандритом. Брав участь у Замойському синоді (26 серпня — 17 вересня 1720).
1 березня 1723 року Конгрегація видала декрет про поновлення Вітринського на протоархимандричому уряді і Завадський був усунений, проте вже у вересні наступного року апостольський нунцій у Варшаві Вінченцо Сантіні, скинув Вітринського і поновив Завадського. На генеральній капітулі в Битені 1726 року о. Завадський був обраний консультором Чину і призначений ігуменом Тороканського монастиря і був ним до 1730 року. 8 вересня 1730 року як протоконсультор брав участь у величавій коронації Жировицької ікони Божої Матері. У 1730—1737 роках був ігуменом Битенського монастиря.
Помер 15 березня 1737 року в Холмі.

## Праці
У рукописах залишив біографічні нариси василіян:
- «Соборник альбо помінник церкви битенскей» або «Dyptycha ecclesiae Bytheniensis», який розпочав ще перед 1610 роком єпископ Паїсій Онишкевич-Шаховський, продовжив від 1620 року о. Сильвестер Котлубай, а до 1702 року довів о. Завадський,
- Після о. Івана Ольшевського продовжив «Пом'яник отців і братів Чину» (писав у 1723—1731 роках).
- Написав історію про загибель чотирьох полоцьких мучеників: «Історія про вбивство василіян в полоцькій церкві московським царем…, в 1705 році 30 дня червня старого стилю» (Historia o pozabiianiu bazilianów w połockiey cerkwi przez cara moskiewskiego etc. w roku 1705tym, dnia 30 Junia starego [Архівовано 4 серпня 2017 у Wayback Machine.]), яку в 1863 році опублікував у Парижі історик Францішек Генрик Духінський.